# Arhopala elioti
Arhopala elioti är en fjärilsart som beskrevs av Corbet 1941. Arhopala elioti ingår i släktet Arhopala och familjen juvelvingar. Inga underarter finns listade i Catalogue of Life.